# Golden Tulip Gdańsk Residence
Golden Tulip Gdańsk Residence – obiekt zamieszkania zbiorowego znajdujący się przy ul. Piastowskiej 160 w Gdańsku.

## Historia
Golden Tulip Gdańsk Residence znajduje się w gdańskim Jelitkowie przy ul. Piastowskiej 160, w niedużej odległości od brzegu Morza Bałtyckiego, w sąsiedztwie osiedla mieszkaniowego Neptun Park i parku im. Ronalda Reagana. Zaprojektowany został w łódzkiej pracowni Biprowłók. Głównymi projektantami byli Andrzej Łukowski i Jarosław Przybylski. Za konstrukcję odpowiadali Jan Markowicz, Monika Lorek i Małgorzata Kaźmierczak. Inwestorem przedsięwzięcia była Qualia Development (wcześniej Pomeranka) z grupy kapitałowej PKO BP, a generalnym wykonawcą Allcon Budownictwo. W fazie przygotowania obiekt funkcjonował pod nazwą Pomeranka. Grunt o powierzchni ok. 19 000 m², wyceniany na 22 mln zł został przejęty od miasta w zamian za 115 mieszkań w innych lokalizacjach (w przetargu brały udział także Inpro i Polnord). Budowa hotelu zakończyła się w 2013 roku, po 12 miesiącach od jej rozpoczęcia. Obiekt działa pod marką Golden Tulip należącą do Louvre Hotels Group. Po wzniesieniu działał jako hotel i kategoryzowany był na cztery gwiazdki. Sprzedawany był w formule condohotelu z wykończeniem pod klucz i gwarantowaną stopą zwrotu z najmu. Otwarcie hotelu miało miejsce 4 października 2013 r.
Obiekt uzyskał tytuł Budowa Roku 2013 w konkursie organizowanym przez Polski Związek Inżynierów i Techników Budownictwa. Przyznano mu nagrodę I stopnia w kategorii budynków mieszkalnych o wartości powyżej 20 mln zł. Otrzymał także nagrodę Prime Property Prize 2013 w kategorii Inwestycja Roku Rynek Hotelarski za realizację zgodnie z najnowszymi trendami na rynku hotelarskim.
W 2018 roku obiekt został zakupiony od inwestora przez spółkę Chopin Airport Development, która weszła następnie w struktury kontrolowanego przez skarb państwa Polskiego Holdingu Hotelowego.

## Architektura

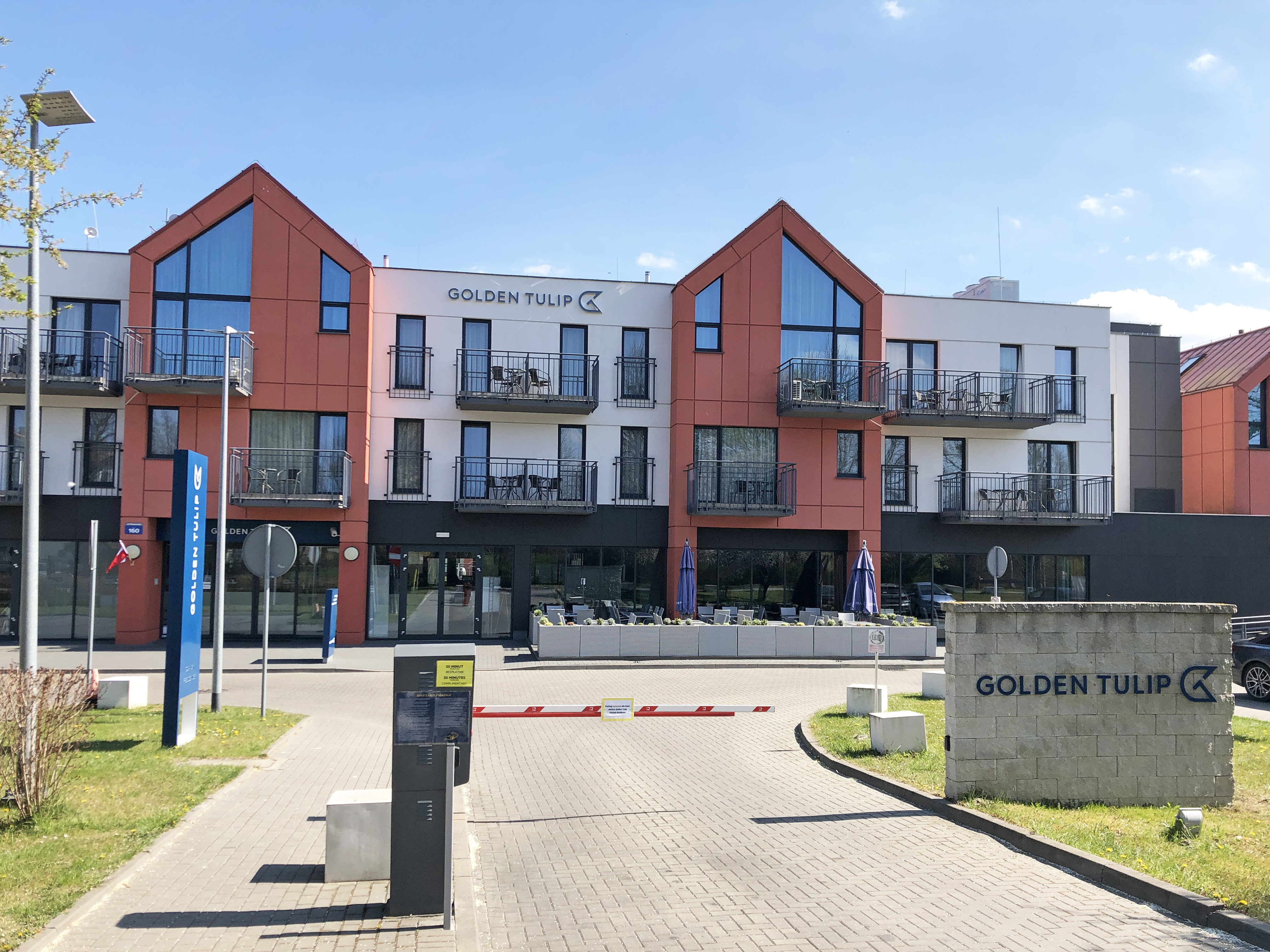
Wjazd do obiektu i fasada

Obiekt hotelowy składa się z 16 oddzielnych segmentów, zgrupowanych w 10 wolnostojących budynkach, które mieszczą łącznie 195 apartamentów hotelowych z aneksami kuchennymi o średniej powierzchni ok. 41 m². Część lokali (51) jest wielopoziomowa, z panoramicznymi oknami i antresolami. Największe z nich mają wielkość ponad 70 m². Obiekt może przyjąć jednocześnie 608 gości. Powierzchnia zabudowy condohotelu to 4 368 m², powierzchnia użytkowa 14 138 m², a kubatura obiektu wynosi 32 915 m³. Maksymalna liczba kondygnacji to 5.
Architektura obiektu, w tym formy i proporcje budynków, inspirowana jest gdańską starówką. Dachy są dwuspadowe, drewniane, pokryte blachą na rąbek stojący. Budynki wzniesiono w większości w technologii tradycyjnej murowanej, częściowo żelbetowej, na żelbetowej płycie fundamentowej. Ze względu na wysoki poziom wód gruntowych część podziemną wykonano w technologii białej wanny, a w czasie trwania wznoszenia budynków wykonano 54 studnie obniżające wysokość zwierciadła wód gruntowych.
Obiekt wyposażony jest w restaurację, dwie sale konferencyjne, salę zabaw, dwa baseny, w tym brodzik dla dzieci, jacuzzi, sauny. Na terenie obiektu znajdują się także plac zbaw dla dzieci oraz miejsca parkingowe.